# Kaj Leo Johannesen
Kaj Leo Johannesen (Tórshavn, Islas Feroe, 28 de agosto de 1964) es un político feroés del Partido Unionista y primer ministro de las Islas Feroe desde el 26 de septiembre de 2008 al 2 de septiembre de 2015. Asumió el cargo, sucediendo a Jóannes Eidesgaard, el 26 de septiembre de 2008 y dejó el cargo el 15 de septiembre de 2015, después de que su partido y coalición con Fólkaflokkurin y Miðflokkurin perdieran las elecciones generales el 1 de septiembre de 2015. Johannesen también es un exjugador de fútbol internacional; fue portero del equipo nacional de fútbol de las Islas Feroe. Ha cursado estudios náuticos y es empresario.

## Inicios y desempeño profesional
Johannesen nació en la ciudad de Tórshavn en 1964, hijo de Leo Hans Johannesen (fallecido en 1991) y Karin Holm Johannesen, ambos originarios de Mykines. Johannesen ha pasado toda su vida en la capital feroesa. A los 14 años terminó la educación básica y se dedicó a las actividades marítimas. En 1986 se graduó como capitán en la Escuela de Estudios Marítimos de las Islas Feroe. Posteriormente estuvo a cargo de fragatas y barcos pesqueros. En la rama empresarial, empezó trabajando como vendedor de autos. En 1989 fue contratado por Faroe Seafood, empresa pesquera. Entre 1995 y 1997 fue gerente de ventas de Kósin, la mayor planta de procesamiento del pescado en las Feroe. Desde 1997 es socio de la exportadora de pescado Farex.

## Carrera deportiva
Desde pequeño, Johannesen se mantuvo activo en los deportes, en especial en el fútbol, donde se desempeñó como guardameta. Jugó en el HB Tórshavn entre 1984 y 2002, club donde ostenta el récord con más de 300 partidos jugados. Con el Havnar alcanzó el campeonato feroés en 1988, 1990 y 1998. También formó parte de la selección feroesa de fútbol entre 1989 y 1995, participando en 4 partidos internacionales en 1991 y 1992, entre ellos en la serie eliminatoria para la Eurocopa de 1992 y para el Mundial de 1994. Varios partidos más los pasó en el banquillo, siendo el portero titular Jens Martin Knudsen.
También formó parte del equipo mayor del club de balonmano Kyndil de Tórshavn. En este equipo jugó 163 partidos y marcó 625 goles.

## Política
Se afilió al Partido Unionista en 1988. Antes de la elección de 1990, representó a su partido en un programa electoral de la televisión feroesa, junto a Abraham Hansen, entonces otro miembro de la selección de fútbol.
De 1997 a 2000 fue concejal en el municipio de Tórshavn. En 2002 fue elegido por primera vez como miembro del Løgting, por el distrito de Suðurstreymoy, y desde entonces ha sido reelecto. En 2004 fue elegido nuevo presidente del Partido Unionista, en sustitución de Lisbeth L. Petersen. En el período entre 2002 y 2004, Johannesen fue vicepresidente del comité de control del Løgting, así como miembro del comité de economía; entre 2004 y 2008 fue presidente del comité de asuntos exteriores y miembro del comité de finanzas.
En 2007 fue segundo en la lista de su partido al Folketing (parlamento de Dinamarca).
El 24 de septiembre de 2008 fue designado primer ministro de las Islas Feroe, tras la renuncia de Jóannes Eidesgaard, siendo ocupado su curul en el Løgting por su suplente, Helgi Abrahamsen. El primer gobierno de Johannesen consistió de una coalición de los unionistas con el Partido Popular y el Partido de la Igualdad, que se había mantenido durante el gobierno de Eidesgaard.
Johannesen ha puesto énfasis en fortalecer los lazos de las Islas Feroe con el extranjero, proponiendo una relación más estrecha con la Unión Europea. Como unionista, sin embargo, no apoya una completa independencia con respecto a Dinamarca, y ha definido a la Rigsfællesskabet como "una comunidad amplia". Se muestra contrario a suprimir los subsidios daneses a las Feroe. Las opiniones divergentes al seno de la coalición generó en ocasiones dificultades en la colaboración entre los partidos.
Su segundo gobierno comenzó el 14 de noviembre de 2011, tras el triunfo de su partido en las elecciones. En esta ocasión estableció un gobierno de coalición con el Partido Popular, así como con los minoritarios Partido de Centro y Partido del Autogobierno.